# Software libero

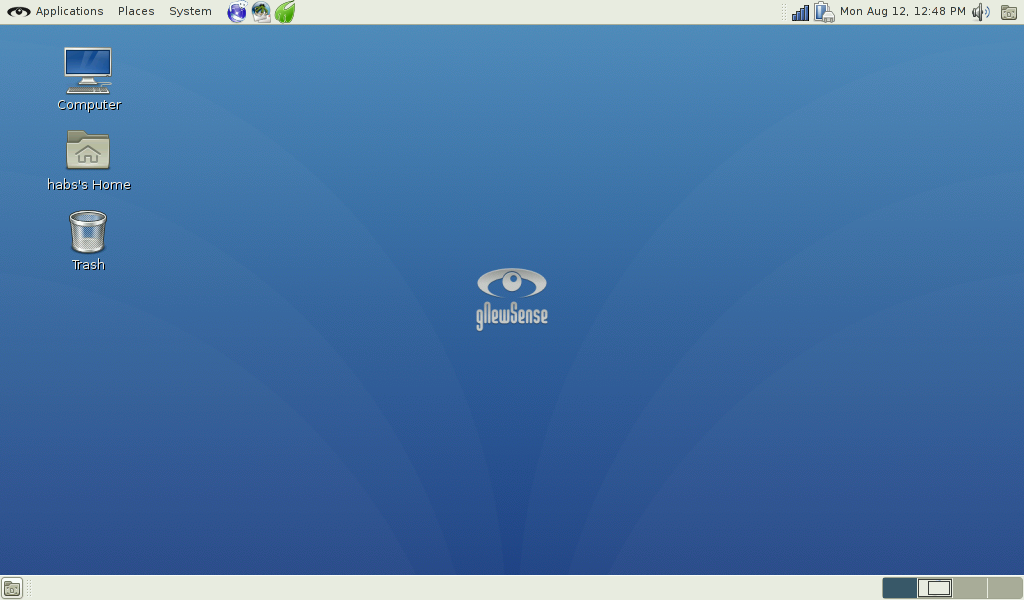
gNewSense, un sistema operativo composto esclusivamente da software libero. Screenshot del 2013.

Il software libero (dall'inglese free software o libre software) è un software distribuito sotto i termini di una licenza di software libero, che ne concede lo studio, l'utilizzo, la modifica e la redistribuzione.
Chi usa il software libero ha il controllo delle proprie elaborazioni informatiche.

## Storia
L'idea di software libero nasce agli inizi degli anni ottanta, quando lo sviluppo del software cominciò a passare di mano dalle università alle aziende (software proprietario), ponendo un pesante freno alla collaborazione che caratterizzava il lavoro di gran parte dei programmatori e dei sistemisti dell'epoca, soprattutto con i patti di non divulgazione che le aziende facevano firmare ai programmatori che assumevano.
Dal 1950 fino ai primi anni del 1970, era tipico per gli utenti di computer utilizzare software liberi associati a software gratuiti. Quindi il software "commerciale" esisteva da sempre, ma i costi elevati dell'hardware facevano sì che il business delle aziende non fosse concentrato sul software, che era considerato una parte naturale del prodotto, e i cui codici sorgenti erano in genere pubblici. Per esempio, venivano formate organizzazioni di utenti e fornitori per facilitare lo scambio di software. Inoltre, poiché i software erano spesso scritti in un linguaggio ad alto livello, il codice sorgente veniva distribuito in riviste di computer (come Creative Computing, Softside, Computer, Byte, ecc) e libri, come il bestseller BASIC Computer Games.
Dal 1970 la situazione cambiò: il software diventava sempre più complesso e difficile da realizzare e le aziende iniziarono a non distribuire i codici sorgenti e ad obbligare i propri dipendenti a non rivelare nulla per non avvantaggiare la concorrenza; inoltre con il crollo dei costi dell'hardware, lo sviluppo commerciale del software divenne un business notevole ed il codice sorgente divenne sempre più un investimento prezioso che poteva far acquisire una fetta di tale mercato in rapida crescita, da un lato, e dall'altro legare i propri utenti al proprio software mantenendo il segreto sui metodi utilizzati per lo sviluppo di sistemi e applicazioni.
L'industria del software iniziò così ad utilizzare misure tecniche (come ad esempio la distribuzione di copie di programmi per computer solo in binario) per impedire agli utenti di computer di essere in grado di studiare e adattare il software come meglio credevano.
Negli anni '80, si verificarono due situazioni rilevanti che contribuirono all'ideazione e alla creazione del software libero:
1. L'approvazione dell'atto normativo conosciuto come Bayh-Dole Act, in America, mise in discussione l'idea classica di "accademia", dove le idee circolano liberamente, in quanto si tratta di un atto normativo che permette di privatizzare e proteggere con proprietà intellettuale il risultato di ricerche svolte in ambito accademico;
2. Il frazionamento della società AT&T Corporation (che negli Stati Uniti d'America era l'equivalente dell'italiana SIP) che, fino a quel punto, era quasi l'unica società fornitrice di servizi di telefonia in USA e, dunque, detenendo un certo monopolio sul settore, era sottoposta ai controlli dell'unità antitrust statunitense, la quale impose diversi obblighi per evitare il monopolio stesso. Tra questi, l'obbligo di non fornire servizi diversi da quelli di telefonia. La società aveva sviluppato un ottimo sistema operativo "Unix" ma, non potendolo commercializzare, lo mise a disposizione delle università e dei loro laboratori. Unix, quindi, era il software libero utilizzato nelle università americane fino al momento della divisione avvenuta nel 1984. Con il frazionamento di AT&T, infatti, decaddero i divieti imposti dall'antitrust, pertanto la società ricominciò a vendere Unix[2].

Così, nel 1980, viene emessa la US Software Copyright Act, che introduce la tutela del diritto d'autore anche per il software, inerente a copia, modifica e distribuzione. In questi anni, infatti, erano importanti tre facoltà esclusive: il diritto di riprodurre copie del programma, il diritto di apportare modifiche ed il diritto di distribuire copie del programma. Arriva, quindi, il software proprietario, in quanto vennero applicati questi divieti con il diritto d'autore. Questa scelta è stata favorita dalla lobby dei produttori hardware, in primo luogo dalla IBM. In questo modo le aziende cominciarono ad utilizzare la legge sul diritto d'autore per impedire ai concorrenti di leggere e modificare i loro prodotti, assicurandosi il controllo dei propri clienti che, senza più poter vedere e modificare il codice sorgente del software, non potevano più adattarlo alle loro esigenze, ma dovevano chiedere alle aziende di farlo per loro.
Nel 1981 si stabilisce un precedente riguardo al diritto d'autore vigente sul software, ciò in seguito all'esito della sentenza Diamond v. Diehr, che riteneva che la presenza di un elemento software non costituisse un motivo per rendere inammissibile un brevetto per macchina o processo altrimenti idoneo ai brevetti.
Nel 1983 Richard Stallman, uno degli autori originali del popolare programma Emacs e membro di lunga data della comunità hacker presso il laboratorio di intelligenza artificiale del Massachusetts Institute of Technology (MIT), fondò il progetto GNU (GNU's Not Unix) con l'intenzione di creare GNU, un sistema operativo completamente libero.
Stallman aveva bisogno di uno strumento che potesse tutelare l'utente alla modifica del codice sorgente del software. Questo perché il diritto di autore si applica di default, anche senza azioni da parte dell'autore stesso che dal momento della nascita del software è l'unico ad avere diritto di modifica. Lo strumento giuridico più adatto a questo scopo si rivela essere la licenza di software libero. Nel 1989, Richard Stallman, ideò anche la GNU General Public License (GNU-GPL), una licenza Copyleft, che consiste nel prevedere la modifica, incentivando di conseguenza la condivisione del codice sorgente, aggiungendo però l'obbligo verso coloro che modificano di farlo con la stessa licenza del software di partenza, ovvero deve essere anch'essa Copyleft (potrà quindi essere utilizzata, distribuita e talvolta modificata liberamente, seppur dovendo seguire alcune condizioni necessarie), continuando quindi a garantire ai suoi utenti le cosiddette quattro libertà (libertà di eseguire il programma, di studiare come esso funzioni e di adattarlo alle proprie necessità, di ridistribuire copie per aiutare il prossimo e di migliorare il programma in modo tale che tutta la comunità ne tragga beneficio).
Grazie alla collaborazione di molti sviluppatori volontari, all'uso di Internet presso università e istituti di ricerca per la coordinazione del progetto e al kernel Linux di Linus Torvalds, nel 1991 nacque GNU/Linux, un clone di Unix liberamente utilizzabile, modificabile e ridistribuibile.
Nella sua dichiarazione iniziale del progetto e del suo scopo, Stallman ha espressamente citato, come motivazione, la sua opposizione alla richiesta di accettare i vari accordi di non divulgazione e le licenze restrittive dei software che vietano la libera condivisione di software-sviluppo potenzialmente redditizio, un divieto che è direttamente in contrasto con la tradizionale etica hacker.
Infatti egli crea la definizione di software libero definendolo attraverso le "quattro libertà":
L’accesso al codice sorgente diventa prerequisito del concetto di software libero.
(Richard Stallman, The Anonymous WikiLeaks protests are a mass demo against control)
Lo sviluppo dei software per il sistema operativo GNU è iniziata nel gennaio 1984, e la Free Software Foundation (FSF) è stata fondata nel mese di ottobre 1985. Ha sviluppato una definizione di software libero e il concetto di "copyleft", progettata per garantire la libertà software per tutti.
Il kernel Linux, iniziato da Linus Torvalds, è stato rilasciato come codice sorgente liberamente modificabile nel 1991. La prima licenza è una licenza di software proprietario. Tuttavia, con la versione 0.12, nel febbraio 1992, pubblicarono il progetto sotto la GNU General Public License. Essendo molto simile a Unix, kernel di Torvalds ha attirato l'attenzione di programmatori volontari.
Nel 1997 l'European patent convention ha riconosciuto la validità dei brevetti per software, quando questi implicano un'attività inventiva e sono finalizzati ad applicazioni industriali. Tuttavia, l'articolo 52, al paragrafo 2, punto c, ai sensi del paragrafo 1, nega la brevettabilità dei programmi per calcolatori considerati "in quanto tali" (paragrafo 3). Il problema risiede, dunque, nella distinzione tra "software in quanto tale" e "invenzione di software".
Nel 1998 è stata inoltre creata un’organizzazione, l’Open Source Initiative, che fornisce licenze libere.
Dopo pochi anni era già chiaro a molti che il software libero fosse un modello importante e che si stava pian piano imponendo. L’interesse per la licenza di software libero si è di conseguenza esteso ad altri ambiti tra i quali quello di altre opere creative: libri, film, fotografie, musica, siti Internet ecc. Le più importanti sono sicuramente le licenze Creative Commons, create nei primi anni 2000.
L'articolo 27 del TRIPS Agreement, contiene elementi che renderebbero lecito il brevetto del software (Software patents under TRIPs Agreement); tuttavia, nel 2002, la Commissione fece una proposta di direttiva sulle Computer Implemented Inventions la quale, dopo una lunga discussione, venne bocciata.

## Descrizione

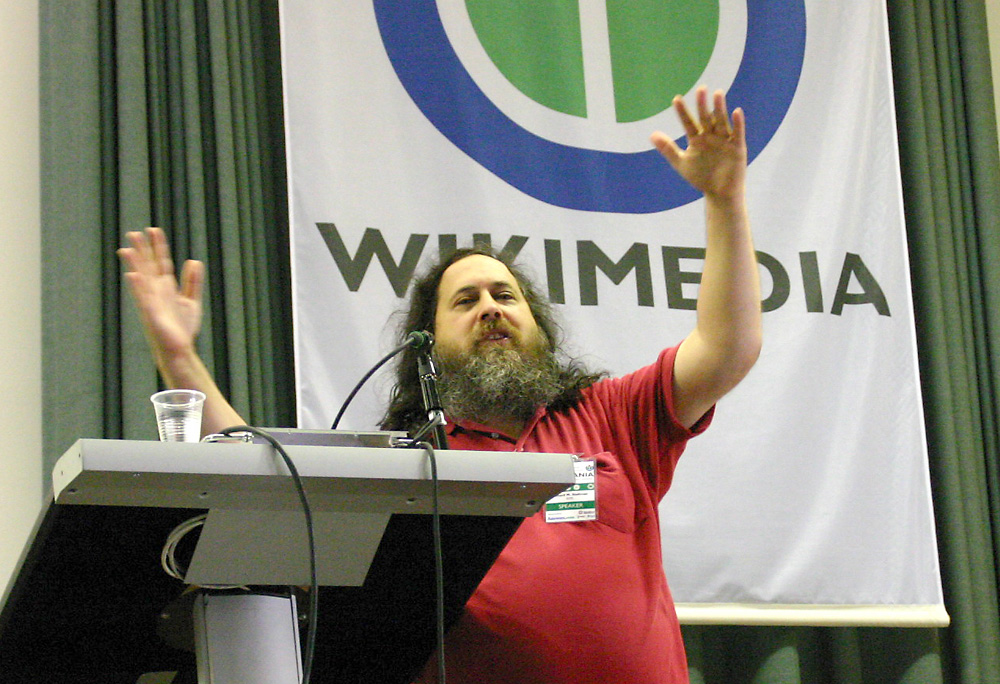
Richard Stallman durante il suo intervento a Wikimania 2005 (Francoforte sul Meno)

Il software libero rispetta la libertà degli utenti. Ciò significa che gli utenti hanno la libertà di eseguire, copiare, studiare, distribuire, migliorare, modificare il software. Per capire tale concetto di libertà si dovrebbe pensare al concerto di “libertà di parola”: una libertà che tutti hanno il diritto di avere. La parola «libero», tuttavia, non implica la possibilità di utilizzare tale software in maniera indiscriminata: il software libero è comunque soggetto ad una licenza d'uso, a differenza ad esempio del software di pubblico dominio.
Rispetto al software proprietario, il software libero si basa su un diverso modello di licenza, su un diverso modello di sviluppo e su un diverso modello economico. Esso si contrappone quindi al software proprietario ed è differente dalla concezione open source, incentrandosi sulla libertà dell'utente e non solo sull'apertura del codice sorgente, che è comunque un pre-requisito del software libero.
Rispetto al software proprietario, la licenza d'uso del software libero permette le quattro libertà, ponendo in genere i seguenti vincoli:
- gli autori precedenti del software devono essere menzionati anche nelle versioni modificate, lasciando intatto il loro copyright;
- in seguito ad una modifica, non è possibile applicare una licenza d'uso incompatibile con la licenza originaria o che vada contro le norme della licenza stessa. Per esempio chiunque può riemettere del software pubblicato sotto LGPL usando la licenza GPL (tale operazione è anche chiamata upgrade della licenza), mentre non è possibile fare il contrario (naturalmente se non si è il detentore unico del copyright);
- normalmente, nella licenza, vi è una clausola che sancisce la non usabilità del software se non si rispetta la licenza d'uso o se una o più norme della stessa licenza non sono valide per termini di legge;
- quando si distribuisce un codice binario occorre o distribuire insieme anche i sorgenti o garantire per iscritto la possibilità a tutti gli utenti di venirne in possesso dietro richiesta ed al solo costo del supporto

### Denominazione
La FSF consiglia di utilizzare il termine «software libero», piuttosto che «software open source», perché, come essa afferma in un documento sulla filosofia del software libero, quest'ultimo termine e la campagna di marketing associato ad esso si concentra sulle questioni tecniche di sviluppo del software, evitando la questione della libertà degli utenti. La FSF rileva inoltre che «open source» ha esattamente un significato specifico nell’inglese comune, vale a dire che "è possibile guardare il codice sorgente." Stallman afferma tuttavia che il termine «software libero» può portare a due interpretazioni differenti, una delle quali è coerente con la definizione FSF di Software libero, così da esservi almeno qualche possibilità di essere inteso correttamente, a differenza del termine «open source». Stallman ha anche affermato che, considerare i vantaggi pratici del software libero equivale a valutare i vantaggi pratici del non essere ammanettato, nel senso che non è necessario per un individuo considerare delle ragioni pratiche al fine di rendersi conto che essere ammanettato limita la propria libertà. «Libre» è un termine spesso usato per evitare l'ambiguità dell’aggettivo «free» in lingua inglese e l'ambiguità con l'uso precedente del software libero, come software di pubblico dominio.

### Le «quattro libertà»

Logo della Free Software Foundation

Secondo la Free Software Foundation, un software si può definire «libero» solo se garantisce quattro «libertà fondamentali»:
- libertà 0: libertà di eseguire il programma per qualsiasi scopo. La libertà di usare un programma significa libertà per qualsiasi tipo di persona od organizzazione di utilizzarlo su qualsiasi tipo di sistema informatico, per qualsiasi tipo di attività e senza dover successivamente comunicare con lo sviluppatore o con qualche altra entità specifica. Quello che conta per questa libertà è lo scopo dell'utente, non dello sviluppatore; come utenti potete eseguire il programma per i vostri scopi; se lo ridistribuite a qualcun altro, egli è libero di eseguirlo per i propri scopi, ma non potete imporgli i vostri scopi;[11]
- libertà 1: libertà di studiare come funziona il programma e di modificarlo in base alle proprie necessità.[12] L'accesso al codice sorgente è una condizione necessaria per il software libero, altrimenti non avrebbero senso neanche la libertà 0 e la 2;
- libertà 2: libertà di ridistribuire copie del programma in modo da aiutare il prossimo;
- libertà 3: libertà di migliorare il programma e di distribuirne pubblicamente i miglioramenti, in modo tale che tutta la comunità ne tragga beneficio.[12] Questa libertà comprende quella di usare e rilasciare le versioni modificate come software libero. Una licenza libera può anche permettere altri modi di distribuzione; insomma, non c'è l'obbligo che si tratti di una licenza con copyleft. Tuttavia, una licenza che imponesse che le versioni modificate non siano libere non si può categorizzare come licenza libera.

Un programma è software libero se l'utente ha tutte queste libertà. In particolare, se è libero di ridistribuire copie, con o senza modifiche, gratis o addebitando delle spese di distribuzione a chiunque ed ovunque. Essere liberi di fare queste cose significa, tra l'altro, che non bisogna chiedere o pagare nessun permesso.
Richard Stallman aveva l'obiettivo di diffondere la libertà e la cooperazione, incoraggiando la diffusione del software libero in sostituzione al software proprietario:
(Richard Stallman, Copyleft: Pragmatic Idealism)

### Differenze con l'open source
Il termine open source indica criteri leggermente più deboli di quelli previsti per il software libero. Per quanto ne sappiamo, tutto il software libero esistente è anche open source. E anche quasi tutto il software open source che è stato rilasciato sotto forma di codice sorgente è anche software libero, ma ci sono eccezioni. Innanzitutto, alcune licenze open source sono troppo restrittive (ad esempio: “Open Watcom” non è libero perché la sua licenza non permette di realizzare una versione modificata e usarla in privato) e non si possono considerare libere, ma tali licenze sono poco usate.
Essendo la disponibilità del codice sorgente uno dei requisiti fondamentali che accomuna il software libero ed il software open source, spesso si è indotti a considerare i due concetti equivalenti, ma in realtà non lo sono. Un software è open source se i termini secondo i quali viene distribuito rispondono alla Open Source Definition dell'Open Source Initiative (OSI): in particolare, se una licenza rientra in tale definizione, allora tale licenza può essere dichiarata licenza open source.
La definizione potrebbe cambiare nel tempo (nessuno garantisce che questo non possa accadere) e quindi è possibile che una licenza attualmente open source non lo sia nel futuro o viceversa. OSI è anche l'organizzazione che su richiesta certifica con il relativo marchio registrato il fatto che una licenza sia effettivamente aderente all'Open Source Definition. Recentemente l'OSI ha posto un freno al proliferare delle licenze dichiarando che cercherà di limitare il numero di licenze che nel futuro saranno ritenute licenze open source. Questo potrebbe, in linea teorica, far sì che una licenza ritenuta libera non venga ritenuta open source.
Una licenza invece è libera (o meglio, una versione di una licenza è libera) solo se rispetta le quattro libertà fondamentali. Pertanto se una versione di una licenza è libera, allora lo sarà per sempre. Naturalmente è sempre complesso, almeno per un cittadino "normale" (non esperto di leggi), stabilire se una licenza è libera o meno perché entrano in gioco i termini legali utilizzati nella stessa. Il progetto GNU si occupa tra l'altro anche di indicare se una licenza è libera o meno e se è compatibile con le licenze GNU o meno.
Il software libero inoltre non deve essere confuso con il software freeware, che è distribuibile gratuitamente, ma che non è né software libero né open source: il software libero infatti non è detto che sia gratuito ovvero può anche essere a pagamento e il termine Inglese free va inteso in Italiano appunto come libero, nel senso dei principi suddetti, e non gratuito. In ogni caso, gli insiemi di applicativi designati da software libero e open source coincidono a meno di poche eccezioni. La differenza fondamentale è nel tipo di approccio: parlando di software libero si pone l'accento sugli aspetti sociologici ed etici, che sono volutamente rimossi nella visione open source.
Ecco alcuni esempi di licenze open source non libere:
1. La licenza Microsoft Public License (MS-PL) è una licenza open source che consente agli utenti di modificare e distribuire il software, ma non permette la creazione di software derivato che possa essere distribuito con licenze proprietarie.
2. La licenza Common Development and Distribution License (CDDL) è una licenza open source che consente agli utenti di modificare e distribuire il software, ma non permette la creazione di software derivato che possa essere distribuito con licenze GPL.

### Problemi aperti
La querelle relativa alla tutela del software ed alla sua possibile brevettabilità è tra le più complesse e, perlomeno ufficialmente, irrisolte in Europa. In particolar modo, le ultime decisioni delle Camere sembrano porsi in contrasto con alcuni principi, elaborati da loro stesse in passato. Il nuovo orientamento conferisce minore importanza al requisito del carattere tecnico, deducibile dalle caratteristiche fisiche, ovvero dalla natura di una certa attività. Ad esempio, potrebbe essere conferito a un’attività non-tecnica semplicemente dall’utilizzo di mezzi tecnici. Mentre la verifica della sussistenza di carattere tecnico viene ridotta a una mera formalità. L'Ufficio Europeo Brevetti (UEB) dà maggior peso all’esame di originalità del trovato. La brevettabilità del software, in relazione all’analisi dell’originalità dello stesso, con la fusione tra problem solution approach e contribution approach, non è stata opera semplice, tant’è che le stesse Camere dell’UEB sembrano avere adottato posizioni non sempre uniformi. Il problema ruota sempre intorno alla distinzione fra gli elementi non-tecnici “in quanto tali” e quegli stessi elementi che possono essere presi in considerazione per misurare il gradiente di originalità.
A conferma della sussistenza di diversi punti di contrasto fra le decisioni delle Camere dei Ricorsi, le questioni sollevate sono le seguenti:
1. se un programma per computer possa essere escluso dalla tutela brevettuale perché considerato come software “in quanto tale”;
2. se una rivendicazione riguardante un software possa sfuggire al meccanismo di esclusione (ex artt. 52(2)c e 52(3)[16]) semplicemente menzionando l’uso di un computer, ovvero di un dispositivo di memoria portatile. E, in caso di risposta negativa, se occorra dar prova di un effetto tecnico ulteriore rispetto a quelli prettamente inerenti l’uso di un computer, per eseguire o salvare il programma;
3. se, per rivendicare il carattere tecnico del programma, un elemento ivi contenuto debba provocare un effetto tecnico nel mondo reale. E, in caso di risposta affermativa, se l’entità fisica del mondo reale possa essere un qualsivoglia computer non ben identificato; viceversa, ancora, se elementi che realizzano effetti la cui manifestazione non richieda alcun hardware possano contribuire a fondare il carattere tecnico della rivendicazione;
4. se l’attività di programmazione di un computer comporti necessariamente delle considerazioni tecniche. E, in caso di risposta affermativa, se possa concludersi che tutti gli elementi scaturenti dall’attività di programmazione contribuiscano al carattere 139 Referral under Article 112 (1), lett. b) EPC, to the Chairman of the Enlarged Board of Appeal, EPA GD 3, 24 ottobre 2008[17]. E se, al contrario, sia comunque necessario a tal scopo che questi apportino un effetto tecnico ulteriore, una volta eseguito il programma.

Le questioni appena citate sono volte a verificare l’effettivo superamento del c.d. contribution approach da parte delle Camere dell’UEB.
Il primo punto evidenzia come, alla luce della più recente giurisprudenza, che postula la necessità di rivendicare nella domanda di brevetto un elemento hardware da cui derivare il carattere tecnico del trovato, non appare chiara la possibilità di rivendicare l’invenzione sotto forma di prodotto di per sé, o anche salvato su un dispositivo di memoria portatile.
Il secondo ed il terzo punto chiedono se la semplice menzione di un’apparecchiatura programmabile sia sufficiente a conferire tecnicità al trovato, ovvero se occorra dimostrare la sussistenza di un effetto tecnico ulteriore, e se tale contributo, per dirsi tecnico, debba provocare un’alterazione tangibile di un’entità fisica nel mondo reale.
Infine, il punto 4 rimanda al quesito principe in materia di brevettabilità di CIIs e Ebusiness methods inventions, e cioè se la mera attività di programmazione – intesa come attività intellettuale associata alla formulazione e messa a punto di programmi per elaboratore – sia un’attività tecnica o non-tecnica. Come nota il Presidente dell’UEB, una risposta affermativa a tale domanda comporterebbe che qualunque rivendicazione contenente un riferimento a siffatta attività varrebbe a conferire natura tecnica al trovato, senza bisogno di ulteriori indagini. Questa situazione di incertezza giuridica potrebbe allontanare le imprese europee dallo strumento brevettuale e, di conseguenza, danneggiare il progresso tecnologico che vede nella privativa industriale il principale strumento di incentivo all’innovazione.

## Licenze

### Tipi di licenze libere
Le licenze possono essere copyleft, in contrapposizione a copyright, o meno. Le licenze libere non sono tese a garantire il guadagno dello sviluppatore o delle software house, ma la disponibilità, per la comunità degli utenti, di software che sia modificabile ed utilizzabile come parte di altre applicazioni. L'idea alla base delle garanzie previste da queste licenze, in particolare le più "restrittive", sono fondate sugli ideali etici proposti dalla filosofia del software libero ed incentivano quindi la condivisione.
Esiste una gran quantità di licenze di software libero.
I tipi di licenze libere:
Strong copyleft
Sono licenze che contengono clausole copyleft che estendono i loro effetti a tutte le opere derivate, il che significa che il primo creatore delle opere ha il maggior numero di diritti. L'«ereditarietà» della strong copyleft rende, pertanto, impossibile derivarne del software proprietario, anche se solo in parte closed source, poiché impone l'applicazione della licenza e delle sue clausole all'intero software derivato.
La licenza di software libero più conosciuta (utilizzata da circa il 30% dei progetti di software libero) che utilizza un copyleft forte è la GNU General Public License. La licenza Strong è anche una licenza di progettazione scientifica che può essere applicata a arte, musica, fotografia sportiva e video.
Weak copyleft
Si riferisce alla licenza dove non tutti i lavori derivati ereditano la licenza copyleft, spesso a seconda del modo in cui sono derivate. Circoscrivono in modo più o meno ampio la portata della clausola copyleft, permettendo quindi di applicare licenze diverse ad alcune opere derivate. Il criterio utilizzato prevede l'imposizione dell'applicazione della stessa licenza non su software che prevedono un utilizzo tramite linking, ma solo sulle versioni modificate.
Le licenze deboli di copyleft sono utilizzate principalmente per le librerie software consentendo collegamenti ad altre librerie (GNU Lesser General Public License e Mozilla Public License).
Cloud copyleft
Sono licenze che impongono di rendere disponibile il codice sorgente del programma anche agli utenti che lo utilizzano da remoto, collegandosi al server presso il quale il software è fatto funzionare come servizio (GNU Affero General Public License e European Union Public Licence).
Non copyleft
L'autore di software libero senza copyleft dà il permesso di ridistribuire e modificare il programma, e anche di aggiungervi ulteriori restrizioni.
Se un programma è libero, ma non ha copyleft, alcune copie o versioni modificate possono non essere affatto libere. Un'azienda di software può compilare il programma, con o senza modifiche, e distribuire il file eseguibile come un prodotto software proprietario.
Alcune delle licenze FOSS più popolari sono:
- La licenza GPL è una licenza copyleft che è stata rinnovata per 3 volte: 1989,1991,2007. La terza versione, GPL3, ha accordi di co-desistenza, risolve il problema delle misure di protezione e cerca di risolvere i problemi di compatibilità (in quanto prevede espressamente la compatibilità con alcune licenze di software libero incompatibili con la GPL2). Prevede in oltre nuove modalità per la distribuzione del codice sorgente ed ha aspetti tecnici come il convey, che “traduce” il modo in cui è scritta nel sistema giuridico statunitense (in cui sono state create).
- La licenza LGPL è una licenza, weak copyleft, che consente il linking dinamico ad una libreria distribuita con licenza LGPL. Nel caso in cui si possedesse un software proprietario che volesse utilizzare un software distribuito con licenza LGPL non sarà presente nessuna interdizione, permettendo tranquillamente lo scambio di informazioni.
- La licenza AGPL è una licenza cloud copyleft, ovvero ha diritto di accedere al codice sorgente del programma anche chi utilizza un programma distribuito con cloud copyleft da remoto.
- La Mozilla Public License (MPL) è una licenza di weak copyleft che contiene una clausola sulla licenza di brevetti e scioglimento per rappresaglia.
- La licenza Apache. Licenza pubblica creata dalla fondazione Apache. La versione corrente è la licenza Apache 2.0. È una licenza permissiva non copyleft che consente la sub-licenza e di riutilizzarla con applicazioni proprietarie. Software ben noti come il server Apache HTTP, il sistema operativo Android o Twitter, sono concessi in licenza con la licenza Apache.
- La licenza del MIT. Il Massachusetts Institute of technology licence è una delle più famose licenze permissive non copyleft, consente la sub-licenza e consente la creazione di applicazioni commerciali. È anche noto come licenza Expat o licenza X11.
- La licenza BSD. Le licenze di Berkley Software Distribution sono una licenza permissiva senza permesso d'autore, nota tra le licenze no copyleft. Sono disponibili alcune versioni modificate senza “clausola pubblicitaria” ritenuta incompatibile con la definizione di software libero.
- La EUPL (European Union Public License) è una licenza particolare in quanto è stata creata dalla commissione europea. È disponibile in tutte le lingue dell’EU ed è una delle poche licenze di software libero scritta pensando al nostro sistema giuridico, europeo e non statunitense. È una licenza cloud copyleft ed ha una clausola di compatibilità molto ampia.

### Tipi di licenze brevettuali
Le licenze libere gestiscono anche i profili brevettuali.
- Licenza espressa. La licenza espressa consiste nella concessione esplicita di tutti i diritti brevettuali che l'ideatore del software detiene. La licenza GPL3 prevede l'utilizzo di questo tipo di licenza brevettuale.
- Licenza implicita. La licenza implicita consiste nella concessione implicita dei diritti brevettuali.
- Scioglimento per rappresaglia. Lo scioglimento per rappresaglia è una clausola che può essere inserita nelle licenze libere. Prevede la revoca di esse nel caso in cui un utente faccia valere dei diritti brevettuali. La licenza MIT e la Mozilla Public License prevedono una clausola di scioglimento per rappresaglia. Nel contesto delle dispute brevettuali, se un titolare dei diritti sulla proprietà intellettuale non beneficia in nessun modo dalla controparte di cui si sospettano delle violazioni, al titolare stesso converrà procedere legalmente. Nelle licenze libere un buon meccanismo di difesa si basa sul fatto che nel momento in cui il licenziatario beneficia concretamente del software che sta utilizzando non sempre è disposto alla revoca dei diritti su di esso. Quindi se si presume che il software abbia commesso violazioni, il licenziatario sarà comunque scoraggiato ad avviare contenziosi legali. Ciò contribuisce a creare un maggiore equilibrio tra le due parti.[19]
- Accordi di co-desistenza. Gli accordi di co-desistenza sono degli accordi stipulati tra soggetti che prevedono la distribuzione di software libero esclusivamente tra loro. Alcune licenze, come la GPL3, prevedono l'inserimento di clausole che comportano per l'utente l'impegno ad astenersi dal partecipare ad accordi di co-desistenza.

### Licenze d'uso libere
La maggior parte del software libero è distribuito con queste licenze:
- GNU General Public License (GNU GPL), pubblicata in 3 versioni, l'ultima delle quali è la GPLv3, che permette la collaborazione tra software con licenze diverse, come Apache o Mozilla Public License.Si tratta di una licenza di tipo "copyleft" in cui non sono previsti accordi di co-desistenza e sono presenti regole anti-misure tecnologiche di protezione.
- GNU Lesser General Public License (GNU LGPL)
- Affero General Public License (GNU AGPL), licenza molto simile alla GPL, ma con una sezione aggiuntiva che si riferisce all'utilizzo del software su rete di calcolatori; tale sezione richiede che il codice sorgente, se modificato, sia reso disponibile a chiunque utilizzi l'opera sulla rete.
- Licenze BSD (licenza originale, licenza modificata e licenza semplificata)
- Mozilla Public License, licenza weak copyleft.
- Licenza MIT/Expat
- Licenza Apache, licenza "no copyleft". È obbligatorio accompagnare il programma con il testo della licenza.
- Eclipse Public License (EPL)
- European Union Public Licence (EUPL). È stata creata dalla Commissione Europea, è disponibile in diverse lingue ed è pensata rispettando il diritto d'autore Europeo. È la prima licenza copyleft in Europa.

Buona parte del software libero viene distribuito con la licenza GNU GPL, scritta da Richard Stallman e Eben Moglen per garantire legalmente a tutti gli utenti le quattro libertà fondamentali. Dal punto di vista dello sviluppo software, la licenza GPL viene considerata una delle più restrittive, poiché impone che necessariamente ogni prodotto software derivato - ovvero, che modifica o usa codice sotto GPL - venga a sua volta distribuito con la stessa licenza. Anche MediaWiki, il software usato per Wikipedia, è distribuito con licenza GPL, in particolare con la GNU Free Documentation License.
La GNU LGPL, simile ma meno restrittiva rispetto alla precedente, permette di utilizzare il codice anche in software proprietario, purché le parti coperte da LGPL - anche se modificate - vengano comunque distribuite sotto la medesima licenza. In genere è utilizzata per librerie software. Non tutte le licenze ritenute libere sono compatibili tra di loro, cioè in alcuni casi non è possibile prendere due sorgenti con due licenze libere ed unirle per ottenere un prodotto unico. Questo avviene quando non esista e non sia possibile creare una licenza che possa soddisfare i requisiti delle licenze originali.
Ad esempio la licenza BSD originale, pur essendo considerata licenza di software libero, è incompatibile con la GPL; per ovviare al problema è stato necessario creare una "licenza BSD modificata" compatibile con la GPL. Un'altra licenza degna di nota è la licenza Apache, stilata dalla Apache Software Foundation; la versione 2 di questa licenza è compatibile con la GPL versione 3 ma non con la GPL versione 2. L'Apache License considera un prodotto derivato alla stregua della LGPL, ma è più liberale nella concessione delle proprietà intellettuali.
Le varie licenze libere possono contenere ulteriori limitazioni per alcune situazioni particolari; per esempio la GPL prevede che si possa esplicitamente vietare l'uso del software nelle nazioni dove tale licenza non è valida o dove dei brevetti software impediscono la distribuzione di tale software. Le licenze d'uso non vietano in genere di vendere software libero e non limitano il loro prezzo di vendita.

### Criteri licenze utilizzate per la distribuzione di software (OSI - FSF)
La Open Source Initiative (OSI) e la Free Software Foundation (FSF) hanno valutato con determinati criteri le licenze utilizzate per la distribuzione di software. Nonostante ciò, non tutte le licenze, persino quelle approvate dalla OSI, vengono considerate libere (free) dalla FSF, che invece considera libere e compatibili con la GPL alcune licenze non approvate dalla OSI. Questa differenza è influenzata da un differente modus operandi: le licenze vengono approvate dalla OSI dietro richiesta di chi le ha scritte, mentre la FSF ha fornito il proprio giudizio spontaneamente, per fare chiarezza riguardo alla compatibilità con la GPL e per ribadire il proprio concetto di "libero".
Un approfondimento riguardo alle specifiche licenze è consultabile sulla pagina relativa alla Comparazione di licenze di software libero in cui appare un elenco delle licenze approvate dalla OSI o giudicate free dalla FSF.

### Regole sulla produzione dei pacchetti e sulla distribuzione
Vengono accettate regole su come pacchettizzare una versione modificata, purché non limitino in modo significativo la libertà di distribuire versioni modificate, o di produrre versioni modificate per uso interno. Quindi è accettabile, ad esempio, che la licenza vi obblighi a cambiare il nome della versione modificata, togliere un logo, ecc. Regole che richiedano di distribuire il codice sorgente agli utenti delle versioni che avete pubblicamente distribuito sono accettabili.
Una questione particolare è quando una licenza richiede di cambiare il nome con cui il programma sarà chiamato da altri programmi. Questo impedisce di rilasciare la versione modificata in modo che possa sostituire l'originale quando chiamata dagli altri programmi. Questo tipo di richiesta è accettabile solo se c'è una funzionalità di "aliasing", cioè una funzionalità che permetta di specificare il nome originario del programma come alias della versione modificata.

### Rispetto degli obblighi imposti dalle licenze di software libero
Per non incorrere alla violazione degli obblighi imposti dalle licenze di software libero, è utile porre attenzioni ad alcuni aspetti:
- adattare la contrattualistica con i fornitori di software per responsabilizzarli al rispetto degli obblighi imposti dalle licenze di software libero;
- prevedere che gli sviluppatori interni si dotino (ed utilizzino in modo corretto) strumenti di controllo di versione del software sviluppato;
- adottare procedure e strumenti idonei a documentare quale software libero sarà distribuito e secondo quali licenze di software libero;
- individuare i soggetti responsabili del rispetto degli obblighi imposti dalle licenze di software libero;
- prevedere che, prima della sua distribuzione, il software acquisito da terzi e quello sviluppato internamente sia controllato dai responsabili individuati.

Spesso può risultare utile fare utilizzo di alcuni strumenti di analisi software in grado di acquisire automaticamente indicazioni sulle licenze ed informative di diritto d'autore del software che si riusa e si distribuisce, in modo da esaminare tutte le caratteristiche e i vincoli.

### Obblighi degli utenti del software libero
Le licenze di software libero impongono una serie di obblighi a chi distribuisce il software in versione originale o modificata o chi distribuisce prodotti che comprendono elementi in software libero. Questi obblighi sono stati imposti per avvantaggiare gli utenti che fanno uso del software, ma anche coloro che l'hanno sviluppato e diffuso la versione originale del software.
Alcune licenze copyleft non sono compatibili tra di loro, quindi, se si ha l'intenzione di utilizzare differenti programmi sviluppati con licenze diverse tra di loro, è utile analizzare innanzitutto come si comportano i diversi programmi tra di loro per evitare il rischio di incompatibilità.
I vari obblighi variano da licenza a licenza:
- rendere disponibile il software anche in formato sorgente (per es., la GPL e la MPL);
- includere informazioni sull'installazione del software (per es., la GPL e la EPL);
- se si modifica il software, rendere disponibile anche la versione originale (per es. la MPL e la GPL);
- non imporre all'utente ulteriori obblighi che limitino l'ulteriore distribuzione del software (per es. la GPL e la MPL);
- manlevare i contributori del software da eventuali danni conseguenti alla distribuzione di prodotti che includono il software stesso (per es., la EPL).[25]

Ci sono anche degli obblighi che coinvolgono tutti i tipi di licenza di software libero (anche non "copyleft", che anche variano da licenza a licenza). La maggior parte delle licenze di software libero richiedono di distribuire il software con una nota di diritto d'autore.
Alcune licenze di software libero includono degli responsabilità rispetto ai diritti di brevetto per invenzioni possedute dall'utente dei software libero.
Il concetto di software libero non è legato esclusivamente all'ambito informatico, infatti anche i distributori di prodotti industriali che includono componenti in software libero (basti pensare a qualsiasi oggetto, veicolo o elettrodomestico che implementi un accessorio informatico) sono tenuti a rispettare suddetti obblighi. La violazione di questi obblighi può causare la cessazione degli effetti della licenza.

## Confronto con software proprietario

### Sicurezza e affidabilità
C'è un grande dibattito riguardo alla sicurezza del software libero rispetto ad un software proprietario.
Per taluni, sostenitori della sicurezza tramite segretezza, il software libero sarebbe meno sicuro proprio perché il codice sorgente accessibile e migliorabile da tutti rende più facile trovare bug e punti deboli e riduce la segretezza. Secondo Richard Stallman però l'accesso degli utenti al codice sorgente rende più difficile il rilascio di un software con bug oppure spyware rispetto ad un software proprietario: dal suo punto di vista, infatti, lo sviluppatore di un codice di fatto non visibile dagli utenti si trova in condizione di potere su di essi, favorita da malware che le aziende stesse possono inserire all'interno dei propri programmi.
Per questo motivo, vari progetti di software libero rifiutano i blob binari all'interno dei kernel ovvero driver proprietari di hardware le cui case produttrici non hanno rilasciato il codice sorgente. Non essendo noti i Codici sorgente, essi possono contenere bug e minare così la stabilità e la sicurezza del sistema. Alcune distribuzioni tra le prime attive in tal senso furono OpenBSD e gNewSense. Il progetto venne subito accolto e supportato dalla Free Software Foundation che stimolò la nascita del kernel Linux-libre.

### Vantaggi
A prescindere dalle implicazioni sociali, secondo i suoi sostenitori il software libero presenta numerosi vantaggi rispetto al software proprietario.
- Essendo possibile modificare liberamente il software, è possibile personalizzarlo ed adattarlo alle proprie esigenze.
- Il codice sorgente è sottoposto ad una revisione da parte di moltissime persone, pertanto è più difficile che contenga bug e malfunzionamenti. In ogni caso, è sempre possibile per chiunque tenere un indice pubblico dei problemi, in modo che gli utenti li conoscano.
- Se viene scoperto un baco o una falla di sicurezza, la sua correzione di solito è molto rapida.[28]
- Essendo il sorgente liberamente consultabile, è molto difficile inserire intenzionalmente nel software backdoor, trojan o spyware senza che questi vengano prontamente scoperti ed eliminati, come invece è accaduto per alcune applicazioni commerciali (ad esempio il caso del database Firebird della Borland che conteneva una backdoor scoperta quando di tale software sono stati pubblicati i sorgenti).
- Non potendo esistere formati segreti, è molto più facile costruire software interoperabile, anche se resta la necessità di documentazione ecc. perché un formato possa dirsi un formato aperto.
- Permettere a chiunque di modificare i sorgenti garantisce che ogni nuova funzionalità o copertura di un bug possa essere proposta da chiunque e immediatamente applicata dagli sviluppatori. Questo permette di avere rapidamente a disposizione un software che rispetta le esigenze di chi ha richiesto le modifiche in caso di necessità.[28]
- Il software libero consente la collaborazione di molteplici enti (pubblici o privati) per lo sviluppo di una soluzione che soddisfi un'ampia gamma di esigenze.
- La complessità e le dimensioni di alcune applicazioni di software libero (ad esempio, dei sistemi operativi) è tale che è necessario il supporto commerciale di un'azienda; il software libero si presta a creare nuove opportunità di business nel campo della formazione e del supporto, oltre che della eventuale personalizzazione del software.
- Collaborando con sviluppatori volontari e utilizzando il lavoro della comunità, anche le piccole e medie imprese sono in grado di sviluppare e vendere prodotti di alta qualità, senza dover ampliare il loro organico.
- Applicazione potenzialmente benefica all'economia nazionale per diversi fattori: sviluppo di competenze sul territorio; maggior competitività; indipendenza tecnologica; bilancia dei pagamenti; riduzione del divario digitale.
- L'utente può generalmente entrare a conoscenza delle features del software senza doversi preoccupare di investimenti o limitazioni di alcun genere.

### Critiche
Secondo alcuni il software libero avrebbe delle limitazioni e degli svantaggi rispetto al software proprietario, specialmente nei casi in cui sia frutto di un lavoro volontario:
- lo sviluppo del software libero sarebbe più lento rispetto al software proprietario; tesi espressa da Bill Gates nella sua lettera aperta ai programmatori dilettanti[29]. Bill Gates ha inoltre particolarmente criticato la GPL definita come licenza "virale" e non economicamente sostenibile[30].
- alcune tipologie di software, soprattutto di nicchia, non sarebbero disponibili come software libero; infatti il software di nicchia non avrebbe abbastanza utenti per la creazione di una comunità che supporti lo sviluppo del software.
- lo sviluppo del software libero avrebbe una struttura anarchica, che porta a risultati incoerenti e ad una mancanza di uniformità e consistenza[31].
- nonostante il codice sorgente sia liberamente disponibile, non tutti sono in grado di apportarvi modifiche[32].
- la diffusione di un software libero creato in risposta alla presenza di un software a pagamento di successo, potrebbe arrecare gravi conseguenze finanziarie ai creatori del software a pagamento.

### Casistica approfondita di utilizzi
La scelta tra software proprietario e software libero dipende dalle esigenze specifiche di un'organizzazione o di un individuo e dalle implicazioni per le loro attività.
In generale, il software proprietario può essere preferibile in casi in cui:
- è necessario avere accesso a funzionalità specifiche o a supporto tecnico professionale;
- la sicurezza e l'affidabilità sono critiche e non si vuole correre il rischio di utilizzare software modificato o non supportato;
- si vuole evitare la possibilità che il software venga utilizzato in modo non autorizzato o distribuito in modo non conforme alla licenza;
- si vuole evitare la possibilità che il software venga utilizzato per concorrenza sleale nei confronti dell'azienda che lo sviluppa.

D'altro canto, il software libero può essere preferibile in casi in cui:
- si vuole avere il controllo completo del software e la possibilità di modificarlo per soddisfare le proprie esigenze;
- si vuole evitare dipendenze da un'unica azienda o fornitore di software;
- si vuole evitare di pagare costi di licenza per l'utilizzo del software;
- si vuole evitare di essere vincolati alle politiche di licenza di un'azienda o di essere soggetti a eventuali cambiamenti delle politiche di licenza;
- si vuole avere una maggiore trasparenza e sicurezza, poiché il codice sorgente è disponibile per essere esaminato e verificato da esperti di sicurezza.

In generale, i sistemi critici in cui la sicurezza e l'affidabilità sono fondamentali, spesso utilizzano software proprietario, mentre altri ambiti come l'educazione, la ricerca e la tecnologia dell'informazione, spesso utilizzano software libero, perché permette una maggiore flessibilità e controllo da parte degli utenti.

## Aspetti filosofici e sociali
Nel software libero il significato della parola libero ha un'accezione particolare. Si è già sottolineato che la libertà del software libero non è incondizionata, perché è soggetta ai precisi vincoli della licenza d'uso, come qualsiasi altra licenza d'uso, solo che in questo caso l'autore si "espropria" di alcuni diritti per cederli agli utenti. Questi vincoli sono studiati in maniera tale da favorire il tipo di libertà cosiddetta copyleft, un metodo generico per rendere un programma (o altro lavoro) libero ed imporre che tutte le modifiche e versioni estese del programma siano anch'esse software libero, e hanno come obiettivo la condivisione del sapere. Non a caso esso fonda le sue radici in un contesto accademico che, prima delle limitazioni sulla pubblicazione della ricerca, vantava una comunità che era essa stessa motore del progresso dei singoli, proprio grazie alla condivisione, motivo per il cui Stallman non scende fin da subito a compromessi con il software proprietario, per lui negazione di questo fondamento.
Pertanto il software libero parte da considerazione sociali e per molti aspetti è una forma di filosofia.
Le implicazioni sociali del software libero sono notevoli. La condivisione del sapere non permette a un gruppo ristretto di persone di sfruttare la conoscenza (in questo caso tecnologica) per acquisire una posizione di potere. Inoltre, è promossa la cooperazione delle persone, che tendono naturalmente ad organizzarsi in comunità, cioè in gruppi animati da un interesse comune.
Il modello del software libero si è naturalmente esteso ad altri campi del sapere. Chi crede nel modello copyleft pensa che questo possa essere applicato ad esempio alla musica o alla divulgazione. L'esempio più riuscito di applicazione di questo modello ad un campo differente dal software è oggi Wikipedia, che promuove la condivisione del sapere e la formazione di una comunità.
Il caso di software libero può essere visto semplicemente come uno strumento che da più possibilità di manifestare liberamente il proprio pensiero e garantisce una società pluralista: c’è molta più libertà nell’accedere all’informazione e nel divulgarla.

### Differenti correnti di pensiero
Tra i sostenitori del software libero, e più in generale del copyleft, vi sono diverse correnti di pensiero, che spaziano da una visione radicale ad una più moderata. La visione più radicale tende ad un modello che si spinge molto oltre a quello del software libero, arrivando in alcuni casi ad auspicare una completa abolizione del software proprietario, considerato una limitazione inaccettabile della libertà e dei diritti umani. Questa ideologia è stata, erroneamente o almeno impropriamente, paragonata a correnti politiche quali il comunismo, sebbene solitamente i sostenitori del software libero non entrino in questioni politiche.
Chi è su posizioni più moderate considera il software libero un ideale a cui tendere, non negando la possibilità di esistere al software proprietario e più in generale allo sfruttamento commerciale del diritto d'autore, sfruttamento che può essere fatto anche usando software libero, come dimostrano vari casi di successo (es: MySQL).
La licenza LGPL è stata concepita per permettere una certa integrazione tra software libero e software non libero. C'è chi ritiene inopportuno un suo utilizzo perché permette l'integrazione, sotto determinate condizioni, di software libero da parte di software non libero; tuttavia ogni autore di software può decidere liberamente che licenza scegliere e quindi sotto quali condizioni permettere l'uso del proprio lavoro.

### Diffusione in altri campi
L'approccio della libertà del software e della collaborazione si è diffusa in altri ambiti produttivi come quella della creazione di contenuti. Un esempio è la definizione di opera culturale libera, che definisce i progetti a contenuto libero, come Wikipedia oppure pubblicazioni open data / open access, termini utilizzati rispettivamente per dati e per pubblicazione di articoli accademici fruibili liberamente.

## Utilizzo

### Applicazioni commerciali
Il software libero non deve necessariamente essere sviluppato a titolo gratuito o a fondo perduto. Purché si rispettino i vincoli della licenza d'uso, è possibile vendere software libero; all'interno dei documenti del progetto GNU, Stallman incoraggia la vendita di software libero. Stando alla GPL, però, il primo che compra un software libero ha il diritto di redistribuirlo gratis, è quello che succede ad esempio con REHL, CentOS, Suse, Canonical, che guadagnano semmai su servizi e assistenza. Il modello di business è quindi basato sul lavoro e non su licenze parassitarie.
Vi sono inoltre alcune aziende che adottano il modello di sviluppo del software libero per i propri prodotti commerciali. Il ritorno economico in questo caso può derivare dalla fornitura di assistenza e di know-how. Un caso diverso è quello di alcuni esempi di software che vengono pubblicati con un sistema di "licenze multiple". In pratica lo stesso software viene licenziato sia come proprietario, sia come software libero. La versione libera talvolta dispone di meno funzionalità, o è limitata ad un numero ristretto di piattaforme. Esempi celebri di software a doppia licenza sono il database MySQL, di cui esiste una versione "Pro Certified Server" a pagamento e una versione "Community Edition" pubblicata con licenza GPL, e la libreria Qt.
Vi sono poi aziende che sono strutturate integralmente per la vendita e l'assistenza di un determinato software libero: esempi classici sono alcune distribuzioni di GNU/Linux, come Red Hat o SUSE. Queste aziende utilizzano come base il software sviluppato dalla comunità, aggiungendo una serie di tool di configurazione o sviluppo, curando gli aspetti più tecnici e dando agli utenti finali un'assistenza mirata. Sfruttando le caratteristiche della licenza BSD, alcune aziende preferiscono invece partire da software libero per sviluppare un prodotto non libero. Per esempio il sistema operativo proprietario Microsoft Windows implementava, fino alla versione NT 4.0, lo stack di rete utilizzando codice sotto licenza BSD.

### Impiego nella pubblica amministrazione
È largamente riconosciuto che per la pubblica amministrazione è preferibile usare software libero, a meno di specifici fattori che lo rendano impossibile o estremamente costoso per la specifica applicazione. Questo consenso si riflette, soprattutto dagli anni 2000, in numerose norme quali il Codice dell'amministrazione digitale in Italia, le linee guida dell'Unione europea e centinaia di iniziative pubbliche internazionali, di cui un numero crescente (soprattutto in America Latina) rende obbligatorio l'uso di software libero.
Una sintesi dell'esperienza di 20 enti migrati al software libero ha mostrato che il software libero ha costi totali inferiori rispetto al software proprietario, posto che la migrazione sia ben pianificata e consideri tutti i costi del ciclo di vita del software (TCO comprensivo di ricerca, acquisizione, integrazione, uso e uscita).
Per incrementare la diffusione del software libero all'interno della pubblica amministrazione, una strategia comune è che un ente centrale acquisti un servizio di assistenza per tutti gli enti periferici, garantendo così un elevato livello di qualità del servizio a un costo minimo.
Il settore pubblico può contribuire alla sicurezza del software libero per tutti i suoi utenti, come ha fatto l'Unione europea a partire dal 2014.

## Aspetti economici e adozione
Articolo principale: Free and open-source software § Adoption.
Il software libero ha ricoperto un ruolo significativo nello sviluppo di internet, del World Wide Web e le infrastrutture delle dot-com-companies. Il software libero permette agli utenti di collaborare nel miglioramento dei programmi; il software libero è un bene pubblico piuttosto che un bene privato. Le aziende che contribuiscono al software libero aumentano l'innovazione commerciale.
La fattibilità economica dei software liberi è stata riconosciuta da grandi aziende come IBM, Red Hat, and Sun Microsystems. Altre aziende non agenti direttamenti nel mondo del IT scelgono di utilizzare i software liberi per i loro siti, grazie alla personalizzazione e anche grazie al basso capitale di investimento. La maggior parte delle aziende del software business includono software liberi nei loro prodotti se la licenza lo permette.
I software liberi sono generalmente gratuiti, e molti business li utilizzano esattamente per soddisfare la loro necessità andandoli a modificare personalmente o assumendo un programmatore.
Un report fatto da Standish Group stimò che l'adozione di software liberi causa perdite di oltre 55 miliardi di dollari all'anno nel mercato dei software.

## Applicazioni famose
Su Internet sono disponibili svariate applicazioni e sistemi operativi liberi. Queste applicazioni sono generalmente scaricabili tramite un package manager. Free Software Directory è un popoloso catalogo di pacchetti di software libero.
Tra i sistemi operativi, i più conosciuti includono le distribuzioni GNU/Linux e i sistemi *BSD. I software comunemente utilizzati includono il compilatore gcc, la libreria C standard glibc, il database MySQL e il web server Apache, l'editor di testo Emacs, l'editor di immagini GIMP, il sistema di finestre X Window System, la piattaforma di modellazione, animazione, rigging, compositing e rendering di immagini tridimensionali Blender e la suite LibreOffice.